# Union populaire hongroise
L'Union populaire hongroise (hongrois : Magyar Népi Szövetség, MNSz; roumain : Uniunea Populară Maghiară, UPM) était un parti politique  roumain de gauche actif entre 1934 et 1953, issu de la minorité hongroise. Jusqu'en 1944, il était appelé Union des travailleurs hongrois de Roumanie (hongrois : Magyar Dolgozók Országos Szövetsége or roumain : Uniunea Oamenilor Muncii Maghiari din România, généralement désigné sous le sigle hongrois MADOSZ).

## Fondation
En septembre 1932, une faction du Parti magyar fonda un mouvement dissident autour de l'hebdomadaire basé à Cluj Fálvak Nepe (« Le Monde des villages »). En juin 1933, ce mouvement a fusionné dans l'Opposition magyare (Opoziția Maghiară), dont la direction incluait des membres du Parti communiste de Roumanie (PCdR). Les comités locaux de l'Opposition et les comités d’initiative hongrois, organisés autour du magazine basé à Cluj Nepákarat (« La Volonté du peuple ») en septembre 1933, devinrent les comités de la nouvelle organisation légale MADOSZ.
MADOSZ fut formellement fondée le 20 août 1934 à Târgu Mureș. Le programme du parti demandait la défense de la paysannerie face à des hausses d'impôts, la fin des abus contre les viticulteurs et les bûcherons, la lutte aux côtés des travailleurs roumains pour l'octroi d'exigences spécifiques et le respect des droits démocratiques et des libertés. Sándor Szepesi en fut le président de 1934 à 1937, alors que Gyárfás Kurkó détenu ce poste de 1937 à 1938. Imre Gál, Lajos Mezei, Ion Vincze et László Bányai comptaient parmi les membres du parti. D'avril à novembre 1934, sa publication officielle fut Székelyföldi Néplap (« Gazette populaire sicule »).
MADOSZ se trouvait sous l'influence du PCR. Au cours de l'année 1934, elle créa des comités d'action pour entraîner à la rébellion toute la population de la vallée de Ghimeș (les paysans comme les bûcherons), contre l'État roumain. Elle collabora avec des organisations soutenues par les communistes, se positionnant contre le fascisme et l'irrédentisme de Miklós Horthy. Comme tous les partis existant en Roumanie alors, la MADOSZ fut dissoute le 30 mars 1938.

## Histoire post coup d'État
Après le coup d'État du roi Michel du 23 août 1944, de nombreux partisans d'Horthy rejoignirent la MADOSZ. Protégé par le retour de la démocratie, ils entreprirent de nombreuses actions de déstabilisation, particulièrement en Transylvanie. Le 16 octobre 1944, la conférence de Brașov décida de transformer la MADOSZ en Union populaire hongroise, qui reconnaissait le rôle de premier plan du PCR. Elle obtint 29 sièges lors des élections législatives de 1946. Le parti soutint les gouvernements au pouvoir à partir du 6 mars 1945, se concentrant sur l'obtention d'une situation privilégiée pour la minorité hongroise. Elle s'auto-dissolut en 1953.

## Biographie
- Enciclopedia partidelor politice din România, 1859-2003, Editura Meronia, Bucarest 2003,  (ISBN 973-8200-54-7)